# Atletica leggera ai Giochi della XVI Olimpiade - 400 metri ostacoli

Video della Finale (film ufficiale dei Giochi)

La competizione dei 400 metri ostacoli maschili di atletica leggera ai Giochi della XVI Olimpiade si è disputata nei giorni 23 e 24 novembre 1956 al Melbourne Cricket Ground.

## L'eccellenza mondiale
| Campione olimpico 1952                        | 50"8 | Charles Moore  | Ritirato 1952 |
| Campione europeo 1954                         | 50"5 | Anatolij Yulin | Presente      |
| Vincitore selezioni USA e primatista mondiale | 49"5 | Glenn Davis    | Presente      |

Alle selezioni olimpiche di Los Angeles Glenn Davis ed Eddie Southern abbattono per primi la barriera dei 50 secondi: 49"5 per Davis e 49"7 per Southern. Davis non ha una lunga esperienza: ha cominciato a dedicarsi agli ostacoli bassi proprio nell'anno in corso. I Trials sono stati la sua nona gara nella specialità.

## Risultati

### Turni eliminatori
| 6 Batterie   | 23 novembre | 28 partenti   | Si qualificano i primi 2. |
| 2 Semifinali | 23 novembre | 6 + 6         | Si qualificano i primi 3. |
| Finale       | 24 novembre | 6 concorrenti |                           |

### Batterie
| Pos. | Atleta          | Nazione     | Tempo Ufficiale | Tempo Ufficioso |
| ---- | --------------- | ----------- | --------------- | --------------- |
| 1    | Glenn Davis     | Stati Uniti | 51"3            | 51"33           |
| 2    | David Lean      | Australia   | 51"4            | 51"55           |
| 3    | Keiji Ogushi    | Giappone    | 53"2            | 53"22           |
| 4    | Ovidio de Jesús | Porto Rico  | 54"0            | 54"08           |
| 5    | Pablo Somblingo | Filippine   | 54"5            | 54"66           |

| Pos. | Atleta              | Nazione       | Tempo Ufficiale | Tempo Ufficioso |
| ---- | ------------------- | ------------- | --------------- | --------------- |
| 1    | Eddie Southern      | Stati Uniti   | 51"3            | 51"41           |
| 2    | Harry Kane          | Gran Bretagna | 51"8            | 51"85           |
| 3    | Geoff Goodacre      | Australia     | 52"5            | 52"85           |
| 4    | Kalim Khawaja Ghani | Pakistan      | 55"1            | 55"36           |
| 5    | Jagdev Singh        | India         | 55"2            | 55"36           |

| Pos. | Atleta         | Nazione       | Tempo Ufficiale | Tempo Ufficioso |
| ---- | -------------- | ------------- | --------------- | --------------- |
| 1    | Josh Culbreath | Stati Uniti   | 50"9            | 51"06           |
| 2    | Guy Cury       | Francia       | 51"6            | 51"76           |
| 3    | Jaime Aparicio | Colombia      | 52"0            | 52"14           |
| 4    | Tom Farrell    | Gran Bretagna | 52"7            | 52"88           |
| 5    | Muhammad Yaqub | Pakistan      | 53"1            | 53"18           |
| 6    | Tsai Cheng-Fu  | Taiwan        | 54"6            | 54"84           |

| Pos. | Atleta             | Nazione    | Tempo Ufficiale | Tempo Ufficioso |
| ---- | ------------------ | ---------- | --------------- | --------------- |
| 1    | Ross Parker        | Australia  | 53"5            | 53"51           |
| 2    | Ioannis Kambadelis | Grecia     | 53"7            | 53"66           |
| 3    | Amadeo Francis     | Porto Rico | 54"3            | 54"38           |

| Pos. | Atleta            | Nazione          | Tempo Ufficiale | Tempo Ufficioso |
| ---- | ----------------- | ---------------- | --------------- | --------------- |
| 1    | Jurij Litujev     | Unione Sovietica | 51"6            | 51"69           |
| 2    | Gert Potgieter    | Sudafrica        | 52"0            | 52"05           |
| 3    | Sven Osvald Mildh | Finlandia        | 52"1            | 52"19           |
| 4    | Alexandre Yankoff | Francia          | 53"1            | 53"30           |
| 5    | Marcel Lambrechts | Belgio           | 54"0            | 54"24           |

| Pos. | Atleta             | Nazione          | Tempo Ufficiale | Tempo Ufficioso |
| ---- | ------------------ | ---------------- | --------------- | --------------- |
| 1    | Anatolij Julin     | Unione Sovietica | 52"1            | 52"22           |
| 2    | Ilie Savel         | Romania          | 52"2            | 52"31           |
| 3    | Robert Shaw        | Gran Bretagna    | 52"5            | 52"62           |
| 4    | Ulisses dos Santos | Brasile          | 53"8            | 53"99           |

### Semifinali
| Pos. | Atleta         | Nazione          | Tempo Ufficiale | Tempo Ufficioso |
| ---- | -------------- | ---------------- | --------------- | --------------- |
| 1    | Eddie Southern | Stati Uniti      | 50"1            | 50"26           |
| 2    | Glenn Davis    | Stati Uniti      | 50"7            | 50"78           |
| 3    | Gert Potgieter | Sudafrica        | 51"3            | 51"30           |
| 4    | Guy Cury       | Francia          | 51"5            | 51"66           |
| 5    | Anatolij Julin | Unione Sovietica | 51"7            | 51"79           |
| 6    | Ross Parker    | Australia        | 52"6            | 52"72           |

| Pos. | Atleta             | Nazione          | Tempo Ufficiale | Tempo Ufficioso |
| ---- | ------------------ | ---------------- | --------------- | --------------- |
| 1    | Josh Culbreath     | Stati Uniti      | 50"9            | 50"97           |
| 2    | David Lean         | Australia        | 51"4            | 51"45           |
| 3    | Jurij Litujev      | Unione Sovietica | 51"8            | 51"78           |
| 4    | Ilie Savel         | Romania          | 52"0            | 52"06           |
| 5    | Harry Kane         | Gran Bretagna    | 52"7            | 52"95           |
| 6    | Ioannis Kambadelis | Grecia           | 53"8            | 53"93           |

### Finale
Il campione europeo, Anatolij Julin, non riesce a guadagnare l'accesso alla finale.

Al primo ostacolo è davanti a tutti Southern, che rimane in testa fino al sesto ostacolo.

Viene poi raggiunto da Davis e i due corrono praticamente appaiati dal settimo all'undicesimo ostacolo. Poi Davis si lancia verso il traguardo e lascia Southern indietro di alcuni metri. Uguaglia il nuovo record olimpico ottenuto da Southern in semifinale.
| Pos.    | Corsia | Atleta         | Età | Nazione          | Tempo Ufficiale | Tempo Ufficioso |
| ------- | ------ | -------------- | --- | ---------------- | --------------- | --------------- |
| Oro     | 4      | Glenn Davis    | 22  | Stati Uniti      | 50"1            | 50"29           |
| Argento | 2      | Eddie Southern | 18  | Stati Uniti      | 50"8            | 50,94           |
| Bronzo  | 1      | Josh Culbreath | 24  | Stati Uniti      | 51"6            | 51"74           |
| 4       | 5      | Jurij Litujev  | 31  | Unione Sovietica | 51"7            | 51"91           |
| 5       | 6      | David Lean     | 21  | Australia        | 51"8            | 51"93           |
| 6       | 3      | Gert Potgieter | 19  | Sudafrica        | 56"0            |                 |

Glenn Davis riceverà nel 1958 il premio «James E. Sullivan» come miglior sportivo USA non professionista dell'anno.